# Olympia 71
Olympia 71 è il primo album dal vivo della cantante franco-italiana Dalida, pubblicato nel 1972 da Sonopresse.
La cantante ha affittato la leggendaria sala parigina dell'Olympia per offrire una serie di concerti (esauriti per due settimane). Affitta la sala perché il proprietario Bruno Coquatrix non sembra essere molto convinto del cambiamento di repertorio della cantante. Si ricrederà alla prima del concerto, definita dai critici "una vittoria" o "un trionfo".
Durante questo evento Dalida viene soprannominata "l'orchidea bianca" perché in scena indossa un lungo abito bianco di Balmain e canta canzoni con testi notevoli come Avec le temps, Les choses de l'amour, Ils ont changé ma chanson e Tout au plus. Chiude il recital con la celebre Ciao amore, ciao.
Il repertorio della cantante diventa più importante, con canzoni dal testo impegnato e interpretazioni suggestive.
L'album presenta dieci dei quindici brani eseguiti durante i concerti (gli ulteriori cinque, non presenti nell’album, sono Darla dirladada, Mamy blue, Les anges noirs, Le fermier e Deux colombes).  
Solo nel 1993 viene pubblicato il concerto nella sua interezza, nel cofanetto Les plus beaux concerts de Dalida. La registrazione video, invece, è uscita nel 2012 per il venticinquesimo anniversario della scomparsa di Dalida, nel DVD n. 1 dell'album Live 3 Concerts Inédits. 

## Tracce
Lato A
1. Introduction Orchestre
2. Non
3. Chanter les voix
4. Hene ma tov
5. Tout au plus
6. Toutes les femmes du monde

Lato B
1. Les choses de l'amour
2. Ils ont changé ma chanson
3. Une vie
4. Avec le temps
5. Ciao amore, ciao